# غريغ ويست (متزلج صدري)
غريغ ويست (بالإنجليزية: Greg West)‏ هو متزلج صدري أمريكي، ولد في 13 يونيو 1985 في سبرينغفيلد في الولايات المتحدة.

## وصلات خارجية
- غريغ ويست على موقع IBSF (الإنجليزية)
- غريغ ويست على موقع اللجنة الأولمبية والبارالمبية الأمريكية (الإنجليزية)